# Euctenurapteryx jesoensis
Euctenurapteryx jesoensis är en fjärilsart som beskrevs av Matsumura 1910. Euctenurapteryx jesoensis ingår i släktet Euctenurapteryx och familjen mätare. Inga underarter finns listade i Catalogue of Life.